# 水位二
水位二也稱為小犬座11是在赤道星座小犬座 的一顆恆星，距離太陽約313光年。它是一顆肉眼可見的微弱白色恒星，視星等為+5.25。它正以相對於日心+28公里/秒的徑向速度遠離地球，大約235萬年前的距離在157光年以內。
這是一顆A型主序星，其恆星分類為A1Vnn，其中的符號「n」表示由於快速旋轉而導致的（非常）「模糊」線。然而，Gray和Garrison（1987）發現了一個A0.5Ivnn的分類，這將與一顆演化的次巨星相匹配。這是一顆未知類型的可疑變星。它的年齡為1億4900萬年，質量是2.23倍太陽質量，半徑是2.5倍太陽半徑。它以9,972K的有效溫度從光球層輻射65倍的太陽光度